# Beat (argot gay)

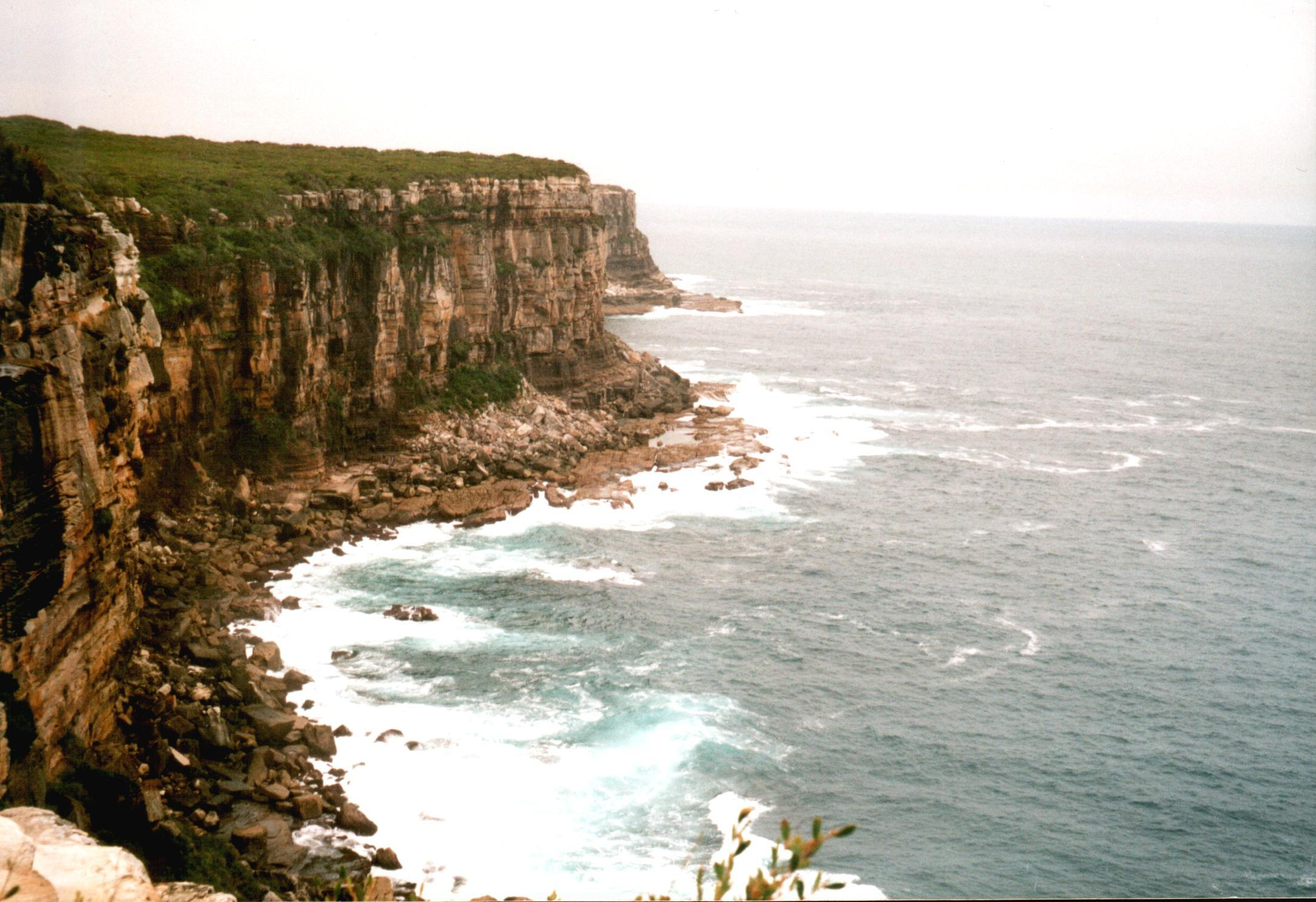
Partes de los matorrales naturales de North Head en Sídney han servido históricamente como lugar de encuentro para hombres homosexuales en la ciudad.

En Australia, el término beat se utiliza para referirse a una zona frecuentada por hombres homosexuales donde se producen actos sexuales. Este uso de la palabra parodia el término "beat" que corresponde al territorio que patrulla un policía o el territorio de una prostituta. Lo más habitual es que los baños públicos, los parques y las discotecas se utilicen como zonas de paso, aunque a veces los aparcamientos suburbanos se convierten en zonas de paso después del anochecer. Los investigadores sexuales han descubierto que una proporción considerable de hombres que usan beats son hombres que tienen sexo con hombres (HSH) en lugar de identificarse como homosexuales. Esto posiblemente se deba a que, si bien los hombres homosexuales tienen una gran cantidad de lugares para reunirse legítimamente, los HSH –que a menudo están en el armario– pueden no querer correr el riesgo de ser observados en (o reportados como asistentes) a lugares gay.

## Historia
Aunque se sabe poco sobre los beats en los primeros períodos colonial y de la Federación, se sabe que áreas específicas en ciudades más grandes, como Sídney, Melbourne y Brisbane, han registrado historias de uso para este propósito desde el siglo xx hasta el presente.

## Comportamiento social y sexual
Actualmente, se sabe que los hombres que tienen sexo con hombres (HSH) utilizan activamente los beats. Debido al carácter casual y al anonimato de la mayoría de los encuentros, los beats han sido identificados como zonas de alto riesgo para la transmisión del VIH, la sífilis y otras infecciones de transmisión sexual.

## Ley
Participar en actividades sexuales en un lugar público es ilegal en todos los estados y territorios de Australia. La policía ha sido criticada por patrullar excesivamente zonas conocidas, y quienes son sorprendidos cuando son acusados suelen utilizar la defensa de trampa (en que se acusa a los policías de inducir a las personas a realizar determinadas acciones). Las personas que usan beats también tienen más probabilidades de ser objeto de crímenes de odio homofóbicos y otros delitos generales que los hombres homosexuales que no usan beats, lo que llevó a algunos a acoger con agrado la presencia policial. Al menos en Sídney y Melbourne, los beats gay han atraído cierta atención por parte de algunos sectores de los medios. Esto ha provocado presencia policial sobre los identificados. En 2018 se llevó a cabo una investigación parlamentaria de Nueva Gales del Sur sobre crímenes de odio; las presentaciones públicas se cerraron el 7 de noviembre de dicho año.